# Paamiut-Museum
Das Paamiut-Museum (dänisch Paamiut Museum, grönländisch Paamiut Katersugaasiviat) ist das Heimatmuseum (Lokalmuseum) von Paamiut.

## Geschichte
Das Museum wurde im August 1982 nach mehrmonatiger Renovierung eröffnet und 1982 offiziell von der grönländischen Regierung anerkannt. Weiteres zur Gründungsgeschichte ist nicht bekannt.

## Gebäude
Das Museum besteht aus mehreren Gebäuden aus der Kolonialzeit, von denen die alte Wohnung des Kolonialverwalters und der alte Laden als Ausstellungsgebäude, die anderen als Magazin fungieren.

## Ausstellung
In der Kolonialverwalterwohnung werden unter anderem Schnitzereien, Fotos und Notenblätter und in der Stadt gebaute Möbel ausgestellt. Im Laden befinden sich zwei Boote, ein Kajak, alte Werkzeuge und Modelle, eine geologische Ausstellung und eine Ausstellung zum Thema Böttcherhandwerk sowie eine der letzten erhaltenen grönländischen Sprungpelze (Kleidung für Walfänger, die bei einem Sprung ins Wasser durch Luftansammlungen für Auftrieb sorgen sollten). Das Museum hat ein besonderes Interesse am Walfang sowie an der Fischerei im 20. Jahrhundert, die für die Stadt eine besondere Rolle spielt.